# Sint-Petrus en Pauluskerk (Herenthout)

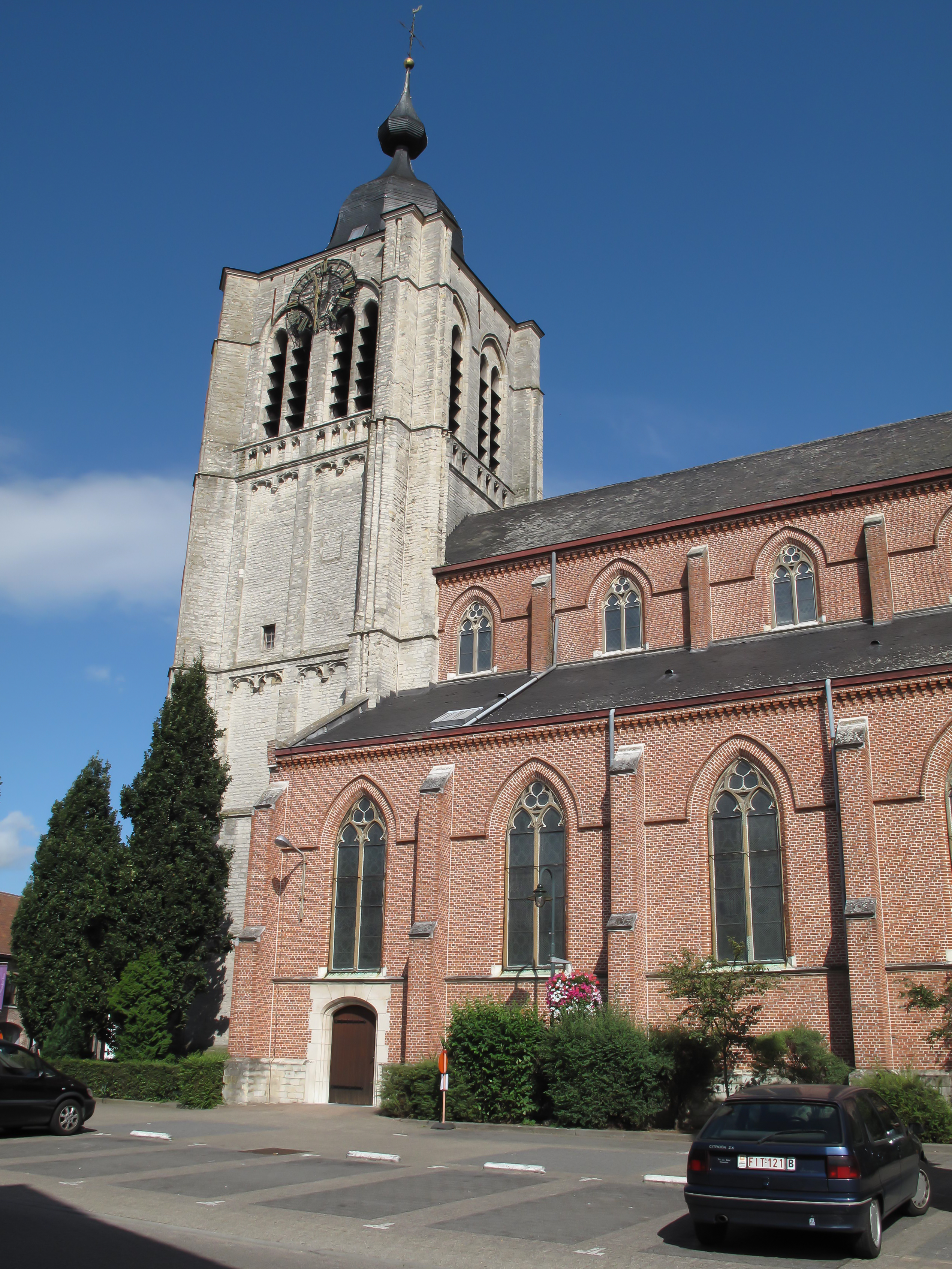
Sint-Petrus en Pauluskerk

De Sint-Petrus en Pauluskerk is de parochiekerk van de Antwerpse plaats Herenthout, gelegen aan de Botermarkt 1.

## Geschiedenis
Herenthout bezat twee parochies: de Sint-Gummarusparochie en de Sint-Pietersparochie. De Sint-Gummarusparochie werd in 1803 opgeheven. De Sint-Pietersparochie werd vermoedelijk in de 12e of 13e eeuw opgericht.
De toren van de huidige kerk is 15e-eeuws. De spits werd begin 18e eeuw vervangen na brand. De huidige kerk werd in 1861-1864 gebouwd in neogotische stijl, naar ontwerp van Johan Van Gastel.

## Gebouw
Het betreft een georiënteerde bakstenen kruisbasiliek met voorgebouwde gotische toren. Deze toren werd in zandsteen opgetrokken en heeft een vijfkante klokvormige spits die met een peer bekroond wordt. Deze toren heeft vijf geledingen. In het zuidelijk transept vindt men het chronogram: eCCLesIaM eX eDIfICant, wat 1863 oplevert. Het koor is driezijdig afgesloten.
Het kerkmeubilair is overwegend neogotisch.